# Rob Kaman
Rob Kaman (Amesterdã, 5 de junho de 1960 – Escópelos, 30 de março de 2024) foi um kickboxer neerlandês que foi nove vezes campeão mundial de kickboxing e muay thai. Ele era frequentemente chamado de "Mr. Low Kick" por causa dos seus temidos chutes baixos, que ele usava para preparar seus devastadores ataques ofensivos.

## Biografia
Aos dezesseis anos, Kaman se interessou por artes marciais e começou a treinar Pencak Silat. Dois anos depois, ele testemunhou uma luta com o kickboxer Lucien Carbin, e depois começou a treinar muay thai e kickboxing no Mejiro Gym com Jan Plas.
Em 23 de setembro de 1983, ele lutou contra John Moncayo pelo título mundial de kickboxing da WKA. Kaman o nocauteou no terceiro round com um chute baixo e se tornou o primeiro campeão mundial europeu de kickboxing da WKA.
Com 97 vitórias, 12 derrotas e 77 nocautes, mais de 12 dos quais devido a chutes baixos, Kaman se aposentou com uma luta final vitoriosa, aos 39 anos, e então embarcou em uma carreira como treinador para uma geração subsequente de lutadores.

## Títulos
- IKBF Full Contact Light Heavyweight World Champion
- 1983–87: WKA Full Contact Middleweight World Champion
- 1984: PKA Full Contact European Champion
- 1988–89: WKA Full Contact Light Heavyweight World Champion
- 1989–90: WKA Full Contact Light Heavyweight World Champion
- 1990: IMTF Muay Thai Light Heavyweight World Champion
- 1992: WKA Full Contact Super Light Heavyweight World Champion
- 1992: ISKA Full Contact Super Middleweight World Champion
- 1992–94: ISKA Oriental Rules Light Heavyweight World Champion
- 1995: K-2 France Grand Prix ’95 Champion